# Автомагистрала D10 (Чехия)
Автомагистрала D10 (на чешки: Dálnice D10) (до 31 декември 2015 г. Скоростен път R10 (на чешки: Rychlostní silnice R10)) е чешка магистрала, която свързва Прага с градовете Млада Болеслав, Турнов и Либерец (с последния чрез път I/35). Част от европейския маршрут E65.

## История
Пътят се появява в планове през 1963 г. Строителството му започва през 1970 г. и до 1981 г. е напълно готов участъка между градовете Прага и Млада Болеслав. През 1992 г. е открит и последния участък около Свияни. Тогава е решено, че изграждането на магистрала от Турнов до полската граница е нецелесъобразно.
В периода 1999 – 2007 г. е извършена пълна реконструкция на пътя. Преустроено е кръстовището с път I/35 (до 31 декември 2015 г. – част от скоростен път R35) край Турнов. През 2011 г., пътят е свързан с Височанския радиален път.
От 1 януари 2016 г. скоростен път R10 е преименуван на магистрала D10.